# Łazy Bieździadeckie
Łazy Bieździadeckie – część wsi Bieździadka w Polsce, położona w województwie podkarpackim, w powiecie jasielskim, w gminie Kołaczyce.
W latach 1975–1998 miejscowość administracyjnie należała do województwa krośnieńskiego.